# Ružinov

Městská část v rámci Bratislavy

Ružinov (maďarsky: Főrév, německy: Rosenheim) je městská část Bratislavy, nachází se v okrese Bratislava II východně od centra metropole.
Jeho rozloha činí 39,7 km2 a žije zde okolo 70 000 lidí; patří k největším ze sedmnácti městských částí Bratislavy.

## Historie
Ve východní části dnešního Ružinova se lidé usídlili přibližně před 5500 lety ve Vlčím hrdle (to je dnes součástí areálu Slovnaftu. První známí obyvatelé se věnovali pastevectví, zemědělství a těžbě dřeva.
Okolí města bylo přístupné pomocí dvou brodů přes Malý Dunaj. U horního brodu vznikla obec Prievoz, která je dnes součástí právě Ružinova. Samotný název městské části se pak objevil až na počátku 20. století a pochází z výrazu Ružový ostrov (německy Rosenheim).
Zemědělský charakter Ružinova se začal vytrácet v 19. století, objevily se první továrny, stavěly se dělnické kolonie (Nivy a Trnávka). V druhé polovině 20. století se pak objevila i panelová sídliště Štrkovec, Ostredky, Trávniky a Pošeň.
Starostové Ružinova:,
- Ing. Pavol Kubovič (1998–2006; SDKÚ-DS)
- Ing. Slavomír Drozd (2006–2010; SMER-SD)
- Ing. Dušan Pekár (2010–2014, od 2014–; KDH)

## Současnost

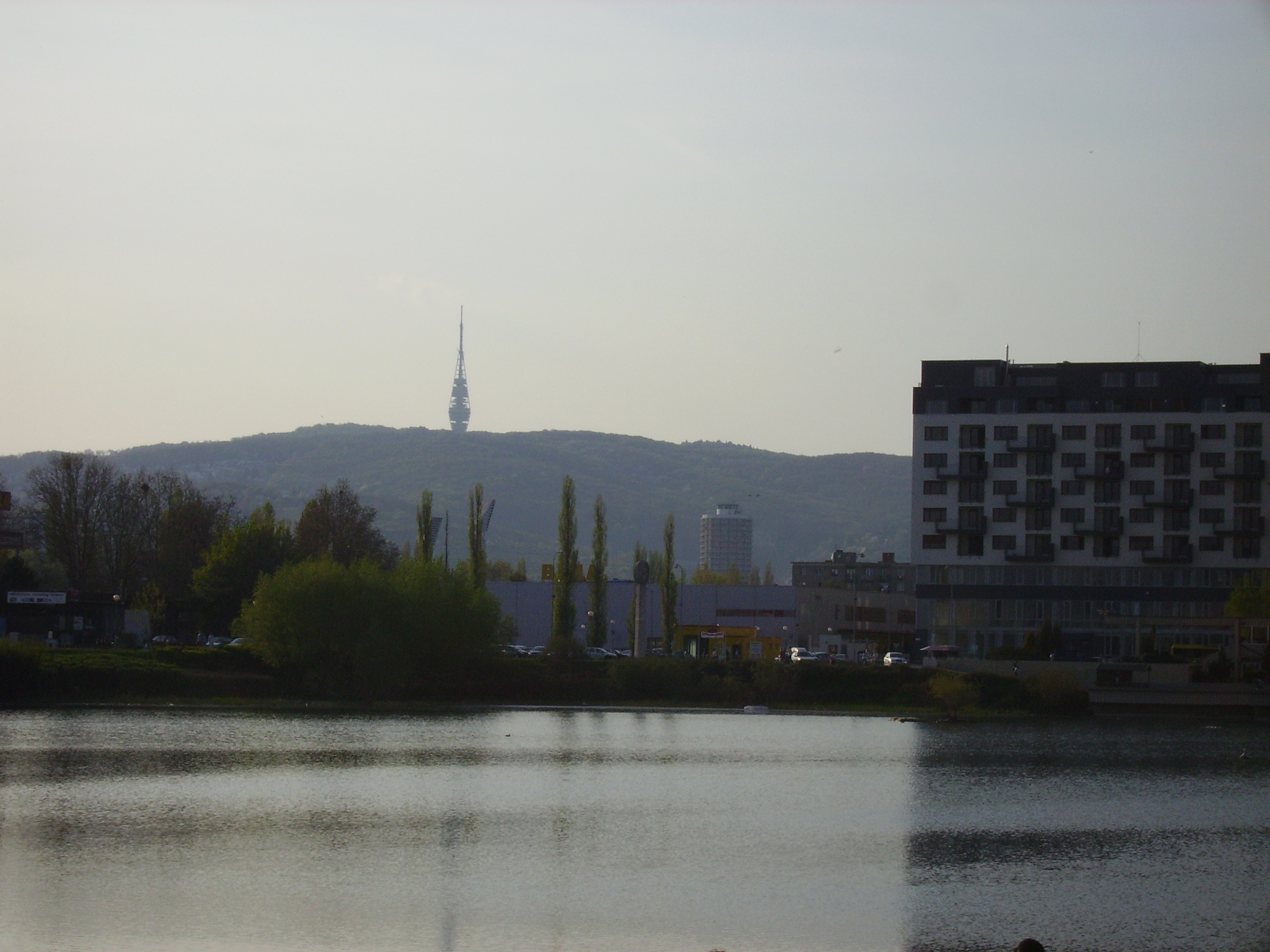
Štrkovecké jazero

Samostatná městská část s vlastním vedením vznikla podle zákona SNR ze 13. září 1990. Od roku 1996 pak vysílá v Ružinově i lokální Televízia Ružinov (zkratka TVR).